# جاونته گرین
جاونته گرین (انگلیسی: Javonte Green؛ زادهٔ ۲۳ ژوئیهٔ ۱۹۹۳) بازیکن بسکتبال اهل ایالات متحده آمریکا است.
از باشگاه‌هایی که در آن بازی کرده‌است می‌توان به بوستون سلتیکس اشاره کرد.